# BlaBlaCar
BlaBlaCar est une marque et une plateforme communautaire payante de mobilité développée par la société Comuto.
La société propose une prestation de covoiturage : BlaBlaCar, un service de transport en bus longue distance : BlaBlaCar Bus, une prestation de déplacement pendulaire : BlaBlaCar Daily.

## Historique

### Covoiturage.fr (2004-2013)
Vincent Caron, étudiant à Polytech Angers, école d'ingénieurs publique de l'université d'Angers, fonde en 2004 Covoiturage.fr, une plateforme de covoiturage mettant en relation des conducteurs et des passagers souhaitant partager un trajet en voiture et les frais associés. Les conducteurs publient leurs places disponibles et les passagers les réservent en ligne, sur des trajets dont la distance moyenne est de 330 kilomètres,.
En 2006, Frédéric Mazzella fonde avec Nicolas Brusson et Francis Nappez, la société anonyme Comuto qui deviendra la société mère de tous les services du réseau covoiturage,. Ils mettent en ligne la première version du site internet sous le nom de domaine covoiturage.fr acheté à Vincent Caron.
En août 2008, Comuto développe la version communautaire de Covoiturage.fr en ajoutant un système d'avis utilisateurs, portraits, biographies, etc.[réf. nécessaire] Covoiturage.fr se positionne comme une combinaison d'un site de voyage et d'un site communautaire. Dès septembre 2008, Covoiturage.fr devient le site de covoiturage le plus utilisé en France.
En 2009, Comuto étends sa plateforme dans une version espagnole du site, sous le nom Comuto.es (rebaptisée BlaBlaCar.es en 2012). Durant l'année 2009, Comuto inaugure de nombreux nouveaux services de covoiturage pour plusieurs sociétés et mairies : la MAIF, Ikea, Vinci Park, la RATP, le Groupe Carrefour, la ville de Montrouge et une trentaine d'autres services de covoiturage. La société lance une application mobile sur iOS en décembre 2009 et sur Android en février 2010.
En juin 2011, Comuto s'implante au Royaume-Uni et lance BlaBlaCar.com.
En décembre 2011, Comuto rachète Covoiturage.com, créé en 1997 par Thomas Herlin.
En juin 2012, Covoiturage.fr intègre un système de réservation informatique, ce qui permet aux passagers de payer en ligne leur trajet et aux conducteurs de percevoir la participation aux frais par virement après le trajet. Le service est testé à partir de 2011 dans l'Ouest de la France. Le service de réservation en ligne permet ainsi à Covoiturage.fr de mettre en place son modèle économique final et de prélever une commission sur les transactions effectuées entre conducteurs et passagers. Auparavant le paiement s'effectuait de main à main entre le passager et le conducteur,.
Entre juillet 2012 et novembre 2012, Comuto développe BlaBlaCar en Italie, au Portugal, en Pologne, aux Pays-Bas, au Luxembourg et en Belgique[réf. nécessaire].

### BlaBlaCar (depuis 2013)

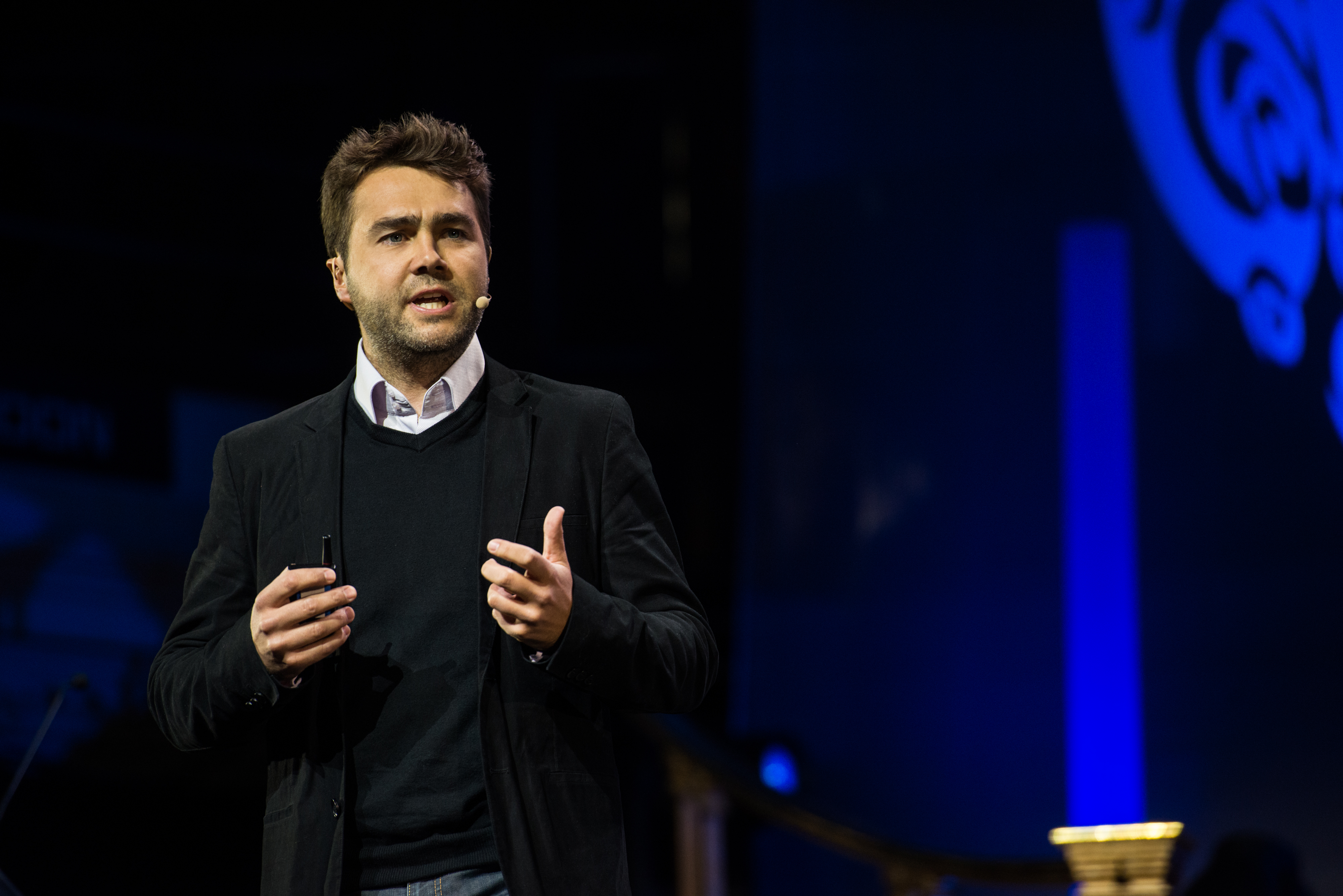
Frédéric Mazzella, lors d’une conférence à Londres en 2013.

En avril 2013, BlaBlaCar se déploie en Allemagne. Le service français Covoiturage.fr est renommé BlaBlaCar le 29 avril 2013 afin d'uniformiser le réseau.
En janvier 2014, BlaBlaCar s'implante en Ukraine et en Russie. Début juillet 2014, BlaBlaCar lève 100 millions de dollars auprès d'Index Ventures pour devenir leader mondial du covoiturage,, et en septembre 2014, la société compte plus de 10 millions d'utilisateurs,.
En 2015, BlaBlaCar est présentée comme le leader mondial du covoiturage. En janvier 2015, BlaBlaCar s'ouvre vers l'Inde. En avril 2015, la société poursuit son expansion internationale avec le rachat de son concurrent allemand Carpooling et de Autohop, une société hongroise présente en Hongrie, Roumanie et dans les Balkans,. Le même mois, BlaBlaCar rachète Rides, une start-up mexicaine. Cela lui permet de s'implanter aussi au Mexique, d'employer 290 personnes sur 3 continents et de compter 20 millions d'utilisateurs membres dans 19 pays.
Le 18 mai 2015, BlaBlaCar signe un accord de partenariat avec la société Axa pour assurer ses utilisateurs lors de leurs déplacements. En septembre 2015, elle annonce une nouvelle levée de fonds de 200 millions de dollars dans le but d'accélérer son déploiement dans les pays d'Amérique latine et d'Asie. En 2015 la SNCF noue un partenariat avec BlaBlaCar pour proposer des solutions de covoiturage aux passagers lors des grèves de trains, un partenariat historique pour les concurrents.
À l'automne 2016, Frédéric Mazzella cède son poste de directeur général à Nicolas Brusson et devient président de la société.
En avril 2017, le service de covoiturage annonce le lancement d'un nouveau service : la location de voiture à longue durée.
Le 30 janvier 2018, BlaBlaCar change son identité visuelle et la charte graphique de sa plateforme. En parallèle, un nouvel algorithme progressivement mis en place permet aux utilisateurs d'augmenter le nombre de trajets potentiels en proposant des étapes supplémentaires proches des lieux de départ et d'arrivée des passagers.
En 2018, la société compte 65 millions d’utilisateurs référencés dans 22 pays.

Logo de Less, racheté par BlaBlaCar en avril 2018.

Le 27 avril 2018, l'entreprise annonce le rachat pour un montant non communiqué de Less, start-up créée deux années auparavant par Jean-Baptiste Rudelle, cofondateur de Criteo, et spécialisée dans le covoiturage courte-distance afin de faire profiter le service BlaBlaLines des technologies et des ingénieurs de Less. Au printemps 2018, à l'annonce du projet de loi pour la réforme de la SNCF, le site mise sa communication sur les grèves afin d'inciter les usagers à utiliser le covoiturage,.

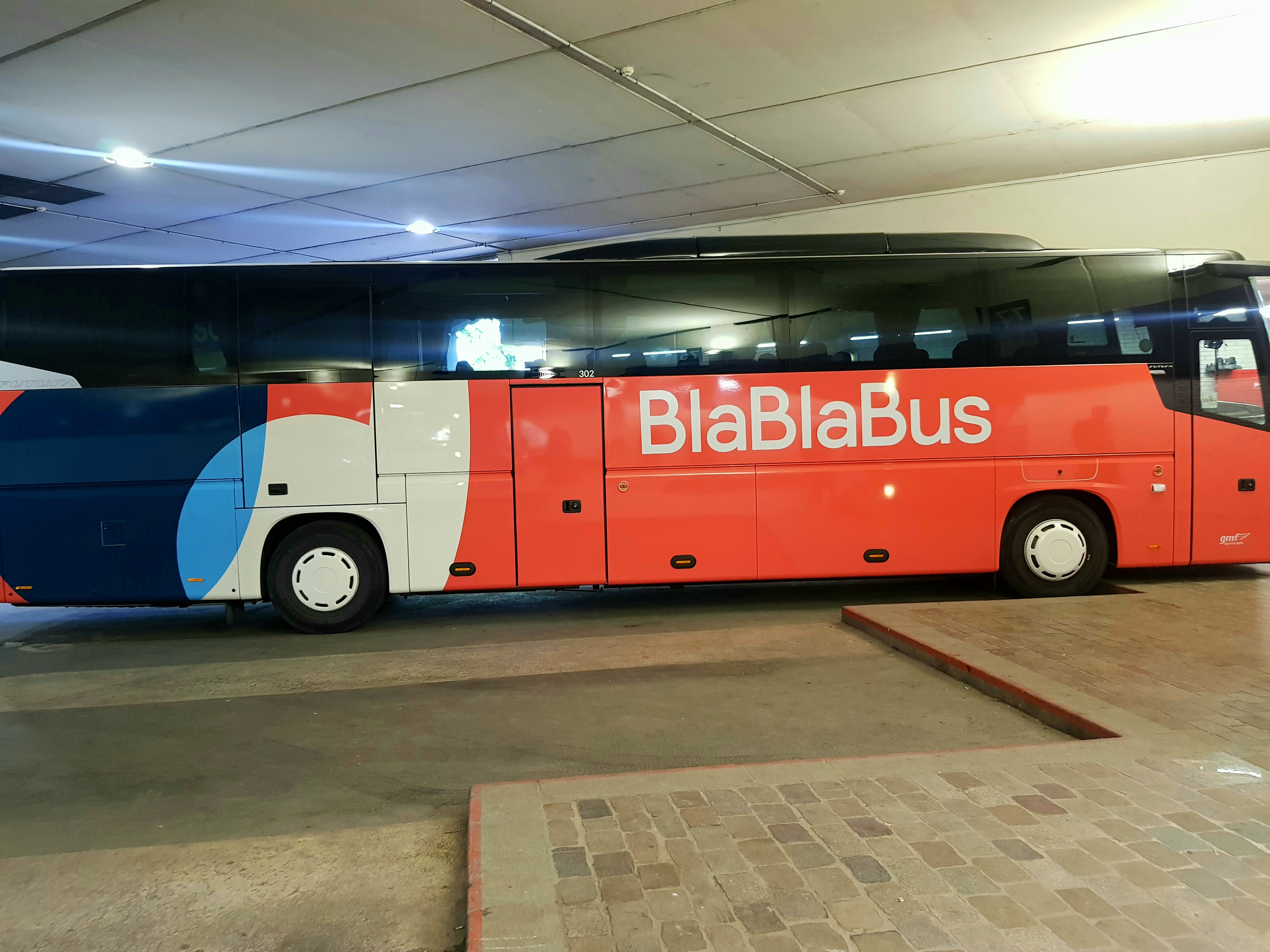
Un car BlaBlaBus en juin 2019 à la gare routière de Paris Bercy.

Le 12 juin 2018, BlaBlaCar s'associe à Axa pour lancer une nouvelle assurance pour ses utilisateurs.
En août 2018, BlaBlaCar acquiert la plateforme de covoiturage russe BeepCar.
En novembre 2018, elle rachète à la SNCF sa filiale Ouibus et annonce dans le même temps une levée de fonds de 100 000 000 €. La SNCF entre à cette occasion au capital de la société, pour un montant non spécifié. 
L'offre de BlaBlaBus est déjà suspendue du 1er novembre 2020 jusqu'au printemps 2021, en raison de la pandémie de Covid-19.
En mars 2019, BlaBlaCar annonce que les Ouibus seront rebaptisés BlaBlaBus avant la fin de l'année 2019. BlaBlaCar souhaite implanter ces nouveaux cars à l'étranger en reliant 60 villes du Benelux et d'Allemagne. BlaBlaBus concurrence directement FlixBus, qui dispose alors de 95 % de parts de marché en Allemagne,.
La loi relative à la lutte contre la fraude du 1er janvier 2019, impose aux plateformes de service de particulier à particulier, tel BlaBlaCar, de transmettre aux services fiscaux un relevé annuel du montant des transactions reçues par les membres percevant plus de 3 000 € par an. En effet, au-delà de ce montant, l'activité est considéré comme une activité professionnelle.
En 2019, la société acquiert Busfor (ru), l’un des principaux distributeurs de billets de bus en ligne en Russie et en Ukraine. Fin 2019, la société intègre le Next40.
En 2020, la société complète son offre par un partenariat avec un service de trottinettes électriques, BlaBla Ride, afin de permettre aux usagers de finir les trajets automobiles effectués. La même année, durant la pandémie de Covid-19, le fonctionnement de l'entreprise se réduit à 5 % de l'activité usuelle, et la moitié des employés sont mis au chômage partiel. Par la suite, elle est contrainte d'appliquer des mesures d'hygiènes et de respect des distanciations et propose une option pour limiter le nombre de passagers, aux dépens de la rentabilité pour les conducteurs.
En mars 2021, les BlaBlaBus prennent le nom et la livrée rouge de BlaBlaCar. En avril 2021, l'entreprise annonce une levée de fonds de 115 millions de dollars, qui la valorise à 2 milliards de dollars.
En mars 2023, BlaBlaCar annonce sa volonté d'acquisition de Klaxit, entreprise spécialisée dans le covoiturage domicile-travail,. Cette acquisition, destinée à générer des synergies entre Klaxit et son service Blablacar Daily sur le segment des trajets courte distance, est finalisée en avril 2023.
Le 3 avril 2024, l'entreprise annonce obtenir un nouveau financement de 100 millions d’euros auprès de la Société générale, BNP Paribas, Citibank, JP Morgan ou HSBC, en facilité de crédit pour des acquisitions à l'international.

## Services

### Covoiturage pendulaire
En 2017, BlaBlaCar ouvre un nouveau service dédié au covoiturage sur des trajets courtes durées effectués quotidiennement lors des déplacements pendulaires. Le service est nommé BlaBlaLines.

## Critiques et controverses

### Augmentation des commissions
La mise en relation entre usagers, gratuite pendant de nombreuses années, devient payante en 2011,. L'entreprise n'a cessé d'augmenter les commissions prélevés sur les trajets des passagers depuis sa création. Ce qui entraine le départ de certains utilisateurs déçus vers d'autres plateformes (covoiturage-libre.fr, carpooling...),,.
En 2014, en fonction de la date de réservation, les frais s'élèvent de 0,66 €+7,92 % à 1,19 €+12,48 % du prix du trajet. Depuis 2015, ces frais ne dépendent plus de la date de réservation et ont été revus progressivement à la hausse. En 2022, l'entreprise ne communique plus sur le calcul des commissions de réservation, mais ceux-ci varient de 20 à 30% du prix du trajet.

### Modèle économique
Dans ses douze premières années d'existence, la société n'a jamais été rentable, son modèle économique ayant changé à six reprises. En septembre 2018, elle annonce être en bénéfice sur les huit premiers mois. 
En 2020, BlaBlaCar atteint pour la première fois la rentabilité, malgré le contexte de la pandémie de Covid-19[réf. nécessaire].  
En 2023, la société déclare avoir réalisé 253 millions d’euros de chiffre d’affaires, en hausse de 29 % sur un an, et affirme être rentable depuis vingt-quatre mois. Cette progression s’accompagne d’une augmentation du nombre de passagers, 80 millions de personnes ayant voyagé via ses services de covoiturage ou d’autocar au cours de l’année (+23 %).
Le Brésil devient alors le premier marché de l’entreprise pour le covoiturage, devant la France.
BlaBlaCar obtient également en 2023 une facilité de crédit de 100 millions d’euros auprès d’un consortium bancaire pour financer des opérations de fusion-acquisition, dans un contexte de consolidation du secteur.

#### Génération de certificats d’économies d’énergie en partenariat avec TotalEnergies
Le 6 avril 2024, Le Monde révèle que BlaBlaCar profite d'un soutien avalisé par l’État, à hauteur de plusieurs dizaines de millions d’euros par an, selon un mécanisme de partenariat avec TotalEnergies mis en place en 2012. BlaBlaCar donne à ses nouveaux inscrits des cartes carburant chez TotalEnergies, qui verse plusieurs dizaines d’euros pour chaque conducteur enregistré et achète des certificats d’économies d’énergie (CEE) ainsi générés et surévalués. Ce montage est discrètement validé par le ministère de l’écologie. Blablacar est la principale entreprise à bénéficier de CEE pour du covoiturage.
FlixBus ouvre une procédure judiciaire à l'encontre de Blablacar, trouvant le procédé inéquitable entre les différents acteurs du transport. Cette disposition est invalidée par le Conseil d'État le 25 juin 2024.

### Critique du modèle écologique et sociétal
Selon le journaliste Fabien Ginisty, la « promesse écologique de BlablaCar fleurte avec le mensonge ». Il dénonce la destruction du lien social propre au covoiturage, le greenwashing, l'ubérisation, la position dominante sur le marché, mais aussi ses partenariats avec les filières des transports et de l’énergie (Renault, Vinci, TotalEnergies...),,.
Selon une étude de l'Agence de l'environnement et de la maîtrise de l'énergie (ADEME), « 69% des passagers délaissent le train au profit du covoiturage avec BlaBlaCar ».

### Concurrence
Des services concurrents existent sur Internet, proposant le même fonctionnement d'une mise en relations d'usagers par annonces, mais souvent sans appliquer de frais de réservation comme l'entreprise BlaBlaCar. Ces services restent peu concurrentiels, étant moins développés car n'ayant pas atteint leur masse critique.
Des groupes de mise en relation de covoitureurs regroupés par zone géographique ciblée existent indépendamment sur les réseaux sociaux. Ceux-ci subissent également une concurrence directe de la part de Blablacar qui propose des services locaux pour ces parts de marché.
Des services de bus tentent de s'implanter sur ce même type de marché économique et sur les grands axes de circulation.
Malgré ces alternatives, BlaBlaCar reste en situation de quasi-monopole sur le marché, avec 90 % des parts en 2015 en France,.

## Identités visuelles

Premier logo de Covoiturage.fr[76].
Logo de Covoiturage.fr par BlaBlaCar.
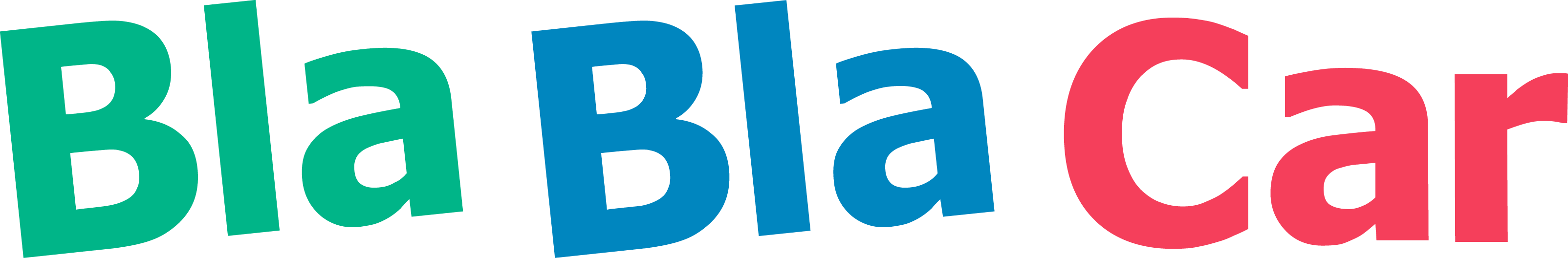
Ancien logotype de BlaBlaCar de 2013 à 2018.
Nouveau logotype, depuis 2018.